# Budelière
Budelière település Franciaországban, Creuse megyében. Lakosainak száma 713 fő (2022. január 1.). Budelière Mazirat, Teillet-Argenty, Chambon-sur-Voueize, Évaux-les-Bains és Viersat községekkel határos.

## Népesség
A település népességének változása:
| Lakosok száma | 689  | 715  | 756  | 781  | 768  | 748  | 717  | 707  | 702  | 713  |
|               | 1968 | 1982 | 1990 | 2006 | 2013 | 2015 | 2017 | 2019 | 2020 | 2022 |